# Rhodri Morgan
Pour les articles homonymes, voir Morgan.
Hywel Rhodri Morgan, né le 29 septembre 1939 à Cardiff (pays de Galles) et mort le 17 mai 2017 dans la même ville, est un homme d'État gallois. 
Il est Premier ministre du pays de Galles de 2000 à 2009.

## Biographie

### Famille
Rhodri Morgan est le fils de Thomas John Morgan (1907-1986), plus connu sous le nom de T. J. Morgan (en), un universitaire gallois, professeur de gallois. Il est le frère de Prys Morgan, historien, auteur notamment d'une biographie de Iolo Morganwg (1975). 

### Formation
Après avoir été scolarisé à la Radyr Primary and Whitchurch Grammar school, Morgan fait ses études au St John's College d'Oxford et à Harvard où il passe une maîtrise.
Il effectue ensuite un service civil au ministère du Commerce et de l'Industrie. 

### Carrière
En 1987, il est élu député (Member of Parliament) de la circonscription électorale de Cardiff-Ouest représentant le Labour et reste à ce poste jusqu'en 2001. 
De 1999 à 2009, Morgan est membre de l'Assemblée nationale de Galles, représentant Cardiff-Ouest.

#### Premier secrétaire
À la suite de la démission d'Alun Michael, Morgan est élu Premier secrétaire du pays de Galles par intérim.
Le 9 février 2000, il devient Premier secrétaire du pays de Galles et, le 16 octobre 2000, Premier ministre du Pays de Galles, date à laquelle la fonction change de nom. Il reste à ce poste jusqu'au 9 décembre 2009. Il est alors remplacé par Carwyn Jones. Ces 9 années et 10 mois à la tête de la politique galloise font de lui l'homme ayant exercé la fonction de Premier ministre la plus longue au pays de Galles.
Il décède le 17 mai 2017.

### Vie privée
Avec sa femme, Julie Morgan, députée de la circonscription électorale de Cardiff-Nord, il a trois enfants et huit petits-enfants.
En 1997, sa femme est élue députée de la circonscription électorale de Cardiff-Nord.